# 東京第二陸軍造兵廠

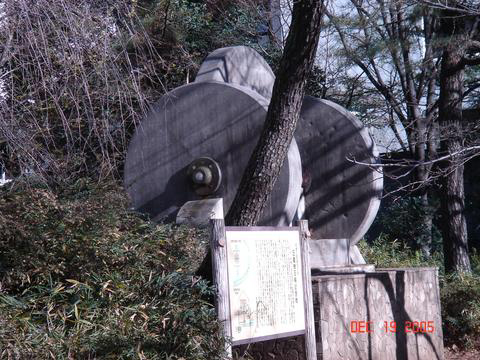
加賀西公園にある圧磨機圧輪記念碑

東京第二陸軍造兵廠（とうきょうだいにりくぐんぞうへいしょう）は、大日本帝国陸軍の陸軍兵器廠のひとつ。略称二造。主に東京都板橋区の板橋製造所を指す。

## 概要
1940年（昭和15年）の陸軍兵器廠の組織改編によって、それまで陸軍造兵廠に属していた板橋の火薬工場が東京第二陸軍造兵廠となった。
国鉄（現・JR東日本）赤羽線をはさんで東の十条側は東京第一陸軍造兵廠となっている。板橋製造所のほかに多摩製造所(東京都稲城市および多摩市)、深谷製造所（埼玉県深谷市）、曽根製造所（福岡県北九州市、当時は小倉市）、宇治製造所（京都府宇治市）、岩鼻製造所（群馬県高崎市）、忠海製造所（広島県竹原市）、香里製造所（大阪府枚方市）、荒尾製造所（熊本県荒尾市）があった。

## 歴代廠長
- 大島駿 少将:1940年4月1日 - 1943年12月3日[1]
- 信氏良吉 少将:1943年12月3日 - 終戦[1]

## 板橋製造所
1876年（明治9年）に加賀藩江戸下屋敷の広大な跡地に石神井川の水力を利用した火薬工場（砲兵本廠板橋属廠）が発足した。明治政府が初めて設置した火薬製造所である。陸軍造兵廠の火工廠となり、大正期には陸軍科学研究所第2課も一時置かれていた。
1940年（昭和15年）陸軍兵器廠東京第二陸軍造兵廠に改編された。東京第一や板橋製造所王子工場（現在は国立印刷局王子工場）、堀船倉庫とを結ぶ鉄道も敷設されていた。

戦後、跡地は一部が進駐軍東京兵器補給廠造兵廠地区となるが、多くは民間に払い下げられ、板橋区と北区の境界に近いエリアは東京大空襲で本郷区（現・文京区）湯島の校舎を失っていた財団法人渡辺学園（旧・渡辺高等女学校）が取得して東京家政大学本部・板橋キャンパスとなった。また、東京朝鮮学園が滝野川区（現・北区）側の隣接地を取得し日本初の北朝鮮系教育機関である東京朝鮮中等学校（都立朝鮮人学校を経て現・東京朝鮮中高級学校）を開校した。2008年（平成20年）、東京家政大学板橋キャンパス内の残存建物が「旧東京第二陸軍造兵廠建物群（東京家政大学構内）」として板橋区登録有形文化財となった。
石神井川左岸は科学研究所（現・理化学研究所）が進出して板橋分所となり、日本初の歯科技工士養成機関だった愛歯技工専門学校も移転してきた（2019年に閉校）。右岸には野口研究所などに当時の建物が現存する。
2014年（平成26年）、旧野口研究所の敷地に旭化成不動産レジデンスによるマンション開発計画が持ちあがると、板橋区は旧東京第二陸軍造兵廠内火薬研究所等近代化遺産群調査団を結成し研究報告書を作成。旭化成側に開発計画を断念させ、2016年（平成28年）に区立加賀公園側の土地を旭化成側から取得して公有化。同時に史跡指定を目指した。2017年（平成29年）10月13日に「陸軍板橋火薬製造所跡」として国指定史跡に指定され、また2018年（平成30年）3月29日付で板橋区登録記念物（史跡）に登録された。区では加賀公園を拡張して史跡公園として整備を進めており、当初2024年（令和6年）にオープンする予定とされていたがその後2028年（令和10年）に延期されている。なお、マンション予定地にあった残存建造物は曳家により史跡公園予定地内に移される。

### 所在地・アクセス
- 東京都板橋区加賀一丁目、北区十条台一丁目

都営三田線新板橋駅下車徒歩7分

JR埼京線板橋駅下車徒歩10分
JR埼京線十条駅下車徒歩12分
JR京浜東北線王子駅から国際興業バス王22系統で「区境」下車徒歩5分

## 多摩製造所
1938年（昭和13年）11月1日、火工廠板橋製造所多摩分工場として発足、1939年10月1日に独立した多摩製造所となった。炸薬、伝火薬筒の製造を担い、戦争による需要増にこたえるため敷地を拡大、1940年には第二工場が、1944年には第三工場がそれぞれ置かれた。

終戦によりアメリカ軍が駐留を開始、1946年11月には接収され、アメリカ空軍多摩弾薬庫が置かれた。また旧男子工員寮は外地からの引揚者のための東京都外地引揚者定着寮として用いられた。現在は、在日米軍多摩サービス補助施設として使用されている。

### 所在地・交通
- 東京都稲城市大丸無番地

JR南武線南多摩駅下車徒歩10分
京王相模原線稲城駅から小田急バス新05系統で「稲城市立病院」下車徒歩3分
京王相模原線若葉台駅、小田急多摩線はるひ野駅などから稲城市コミュニティバス『iバス』で「稲城市立病院」下車徒歩3分

## 深谷製造所
戦局悪化に伴い、板橋工場の疎開先として1年で用地買収を済ませ、1944年10月に開所した。10ヶ月後に終戦。現在県立深谷第一高等学校が立地している場所に本部が置かれ、深谷工場、明戸工場、櫛引工場が存在した。従業員は2,375人。深谷製造所給水塔は2003年に国の登録有形文化財に登録された。

## 曽根製造所
忠海製造所で作成した毒ガスを砲弾に充填していた施設。戦後、警察予備隊・陸上自衛隊に継承され、現在は市街地戦闘訓練用の曽根訓練場として立地。敷地内には保存状態がよくないものの、曽根製造所当時の施設が保存されている。